# Colpoptera insularis
Colpoptera insularis är en insektsart som beskrevs av Dozier 1931. Colpoptera insularis ingår i släktet Colpoptera och familjen sköldstritar. Inga underarter finns listade i Catalogue of Life.